# 蒋桂战争
蒋桂战争，是1929年3月至6月期间，于中華民國国民政府内部，由蔣中正与新桂系势力之间爆发的一场內戰:472。

## 背景
1927年底寧漢分裂，新桂系以其戰功結合政治成為国民政府内部的主要派系，對內成功排除武漢政府內政敵汪精卫，對外則以徐州戰役失敗的理由結合何應欽等將領，逼退蒋中正在南京政府內的地位。除此以外更以宁汉战争為手段，击败湘系軍閥唐生智並收編其部隊，成功併吞富饒的湖南湖北，實力大增。蒋随后藉“广州张黄事变”复出，新桂系奪權行動短暫受挫，但仍成功擴張地盤至北伐前數倍之大。
1928年，国民政府重啟北伐，蒋中正國民革命軍、李宗仁新桂系、阎锡山晉系、冯玉祥西北军合共兵力40万北上，成功擊敗奉系东北军，進占华北。張作霖退回東北途中遭日軍暗殺。其子张学良繼任後立即主動宣布“东北易帜”，服从国民政府，使国民政府形式上统一全国。
這時，新桂系势力扩張到河北，势力极盛。南京国民政府统一全国之后，四大派别各拥兵数十万，驻军数省地盘。国民政府在蒋中正主导下，以休養生息與戰後復員等名義召開“善后编遣会议”，意图裁军。
当时，新桂系得到粵系李济深支持，势力迅速扩展到广西、湖南、湖北和河北山海关至天津一带:472。新桂系拥有“国民革命军第四集团军”之番号，下辖十六个军又六个独立师，有兵力20余万。新桂系首领李宗仁担任第四集团军总司令及武汉政治分会主席。李济深当时控制广东，长期为新桂系之可靠政治盟友，故新桂系实力十分雄厚。而蔣中正第一集团军所属部队有50多万，控制了江南之地，并且，蔣中正身兼中枢首领职位，政治优势十分明显。阎锡山所部第三集团军控制山西，河北北部和平津两市，亦有兵力20多万。冯玉祥第二集团军控制西北，河南等地，兵力达40万。
1929年1月1日，國軍編遣委員會成立:18。在1929年初编遣会议上，四大派别都希望本派军队少裁，别派多裁，以谋取最大軍政利益。雖然後來的結果是會議破局，但是各派决议为各军应尽快改編为师，四派總和兵力應保持在60萬人內，中央政府分配20萬人配額，其它派系則維持在10万人左右。各派在善后编遣会议上政治斗争导致矛盾激化，但各派在会后亦陆续按会议决议开始整编部队。

### 湘案
1928年北伐戰爭第一階段完成，長江流域以南省分受國民政府控制。在寧漢戰爭後，支持南京國民政府的新桂系獲得了武漢國民政府部分控制的省份，主要增加的控制區是湖南與湖北省，新桂系的核心將領同時也是武漢政治分會的幹部，控制了兩湖地帶的政權。湖南裔實力派軍人首領也是當時寧漢戰爭中擁護武漢國民政府的主要軍事後盾，在戰敗後自然受到驅逐，原本與新桂系合作的第六軍軍長程潜因後來與李宗仁發生政爭，也遭到李宗仁的軟禁，並將部隊解散。李宗仁後來任命第四集團軍第一軍團總指揮，同時也是革命黨資深老將鲁涤平主持湖南政务，但鲁涤平與湖南省境部隊軍事實力最強的青壯派將領何鍵為政治對手，湖南境內的權力關係仍然相當緊張。在新桂系主導湖南省境的治權時，中國共產黨也開始在湖南、江西、福建等省鄰接區域開闢中國共產黨革命根據地，為此南京國民政府指示相關省分的部隊發起剿共戰爭，戰爭產生的耗損自然需要獲得補充，但是獲得補充軍火對於軍閥來說便是增強實力的直接途徑，而這個行動對於更上層的軍閥來說，自然容易產生猜忌。
1929年2月，蔣中正以剿共軍火補充的名義提供湘鄂「會剿」總指揮部軍火彈藥，但鲁涤平指揮的國民革命軍第18師優先取得這批物資。對於這個決定不滿的何鍵則將該批物資查扣，並上報武汉政治分会。在新桂系的層峰將領尚未決定如何處置之前，新桂系中階將領胡宗鐸在1929年2月19日國民黨武漢政治分會權限指責鲁涤平「剿共不力，把持湖南財政，重征厘金鹽務，不服從分會監督」，並將其湖南省政府主席一職撤職。:472並鲁涤平逐出湖南。:18同時新桂系的國民革命軍第15師、國民革命軍第52師进军长沙:472，將國民革命軍第18師繳械。當時此事被稱為「湘變」，後世則稱為「魯案」。2月21日，武漢政治分會發布湖南省主席由湖南省政府委員何鍵接任。
事件發生後，鲁涤平在2月底逃往南京向蔣中正申訴。而南京方面則在湘變發生不久後即得知變故，李宗仁則在2月20日即以治療眼疾的名義從南京逃遁上海租界，蔣中正委由行政院長譚延闓出面與李宗仁進行協商，李宗仁初步與蔣得到和平解決的共識，並在3月2日同意何鍵暫代湖南省主席一職。但同時，南京政府也以“违反中央政治会议决议，各地政治分会不得擅自任免辖区内特定人员”為由，準備與新桂系進行作戰。在湖南當地的新桂系並不信任南京政府期望以和平解決的態度，沒有就此停火，反而加緊對鲁涤平的親信部隊，譚道源指揮的國民革命軍第50師發動攻擊。也由於湖南省境內情況毫無改善，李宗仁、白崇禧等人也沒有後續動作制止新桂系部隊，南京政府對於新桂系的和平解決誠意也失去信心，因此指示國民革命軍第一軍、國民革命軍第二軍、國民革命軍第三軍，國民革命軍騎兵第2師、國民革命軍第6、10、48師、炮兵團作為預備隊，組成討桂軍解決新桂系的叛變問題。
為了確保新桂系的情勢孤立，南京政府先是與流亡日本的唐生智和解，協助唐生智返回華北，策反被新桂系控制的湘系軍閥部隊、並且與粵系軍閥领陈济棠、陈铭枢達成同盟，:472並在3月12日將北上南京的粵系領袖，廣州政治分會主席李济深軟禁在湯山，:472在新桂系部隊無法集結的局勢確立後，3月21日，国民政府发表声明，免去李宗仁、白崇禧、李济深本兼各职，准备武力讨伐新桂系。張學良在3月19日向蔣中正表態支持南京政府立場，主政四川的劉文輝在3月22日向南京方面表示擁護態度，阎锡山在3月29日向南京表示擁護中央，馮玉祥則在3月30日才向南京表示將偕同中央討伐新桂系。在3月初起，南京政府使用收買與攏絡等手段使其它派系順服南京，確保新桂系被孤立之情勢，而新桂系在這期間則陷入被動，最後失去了北伐戰爭時擴張的政治版圖。

## 作战经过
蒋桂矛盾激化之后，驻扎河北之新桂系部队由白崇禧指挥。白崇禧原定沿保定，津浦路南下徐州，配合湖北桂军东进攻击南京，但其部原多为唐生智旧部。蒋将唐生智从日本接回，并派唐生智赴河北唐山收買其被白崇禧收編之舊部兩個師:472。唐生智对旧部之影响，使白崇禧对军队失去控制，幸得国民革命军第三十六军军长廖磊通知，侥幸逃生，乘船逃离河北。以广西籍士兵为主的国民革命军第十三军军官只得辞职南下，余部被唐生智旧部李品仙收编。蒋桂战争尚未正式爆发，河北桂军已经土崩瓦解。白崇禧乘海轮南下香港，蒋中正命海军截停此海轮，如不尊号令，可将海轮击沉。但消息泄漏，李宗仁委託日本方面派船中途迎接白崇禧護送至香港。李宗仁為保住武漢，於上海電令其第四集團軍夏威、陶鈞、胡宗鐸等三個軍在黃陂、武穴一線布佈防後，潛回廣西組織反蔣:472。而李宗仁、白崇禧因交通原因，均无法返回武汉指挥新桂系部队，黄绍竑留守广西，因粤军态度不明，亦无法北上。新桂系部属实质上进入了各自为战之状态:472。
3月28日，蒋令朱培德指揮5個師由江西省九江、南昌進佔武昌至長沙鐵路沿線，切斷桂軍退路；刘峙指揮5個師又1個旅由安徽省與湖北省邊境進攻武漢；韓復榘指揮5個師從河南省向武汉进攻:472。3月31日，蔣下達總攻擊令:472。随后，被新桂系扶持的湖南省主席何键亦倒向蒋中正。在大軍壓境的不利情勢下，新桂系將領間也因積怨而分裂，胡宗铎、陶钧与李明瑞、俞作柏等人不和。俞作柏與李明瑞接受蔣中正以40萬銀圓的代價收買，蔣並承諾兩人戰後將委任廣西督辦與協辦。4月3日，桂軍李明瑞所部在花園、孝感倒戈:472。俞作柏、杨腾辉等人与蒋中正接洽后，宣布不参与“内战”，将所属部队沿粵漢鐵路撤離。新桂系在武漢周邊的防線出現多處缺口，南京政府軍趁隙自安徽、江西、河南、宜昌四面進軍包圍武漢。新桂系被迫放弃武汉，退守湖北西部。同时，李宗仁、白崇禧先后到达香港，自广州西进返回广西，与留守广西之黄绍竑会面。但湖北形势已经不可逆转。
4月11日，国民政府发布《告桂系军队书》，历数新桂系之“罪恶”，并号召桂军士兵放弃抵抗。桂军士兵军心涣散。夏威、陶钧、胡宗铎等部放棄武漢，退向鄂西，在沙市、宜昌等地被包圍繳械:472。夏威、陶钧、胡宗铎、叶琪等分别与蒋中正接洽，最后分别辞职，出洋。新桂系在湖北之部队被收编。4月25日，蒋下令进攻广西:472。蒋并去信告李宗仁、白崇禧下野出国，黄绍竑可以留任广西，但广西将由李明瑞、俞作柏主政。新桂系认为此条件十分苛刻，不予接受，动员部队准备迎战。
5月5日，新桂系宣布成立“护党救国军”，通电讨伐蒋中正。计划主动出击，先攻取广东。5月15日，北方之冯玉祥提出与新桂系合作讨蒋，出兵进攻蒋中正。但其属下石友三、韓復榘等人投向蒋中正，馮玉祥的出兵計畫因此受挫。
5月中，新桂系部队兵分两路攻入广东，击败粤军，进抵广州城下。蒋中正调集湘军、黔军、滇军等部攻入广西，牵制桂军。桂军与粤军在白泥地区展开决战。桂军侵粵被击退:18。桂军被迫撤回广西。但同时桂军在桂林、柳州一线连连获胜，击败湘军、黔军、滇军等部。同月，湖南何鍵部由湘南向桂林推進；廣東陳濟棠部由肇慶攻梧州、賀縣；雲南龍雲部經貴州獨山縣進佔柳州:472。
蒋中正迅速调动李明瑞、俞作柏、杨腾辉所部原桂军南下广东，西进进攻广西。因李、俞、杨所部战斗力较强，迅速攻占了梧州，桂平守将韦云淞弃城，桂军至此已无力再战。
桂軍三面受敵，敗退龍州:472。6月，李宗仁、白崇禧、黄绍竑三人下野。李宗仁、白崇禧等逃往香港:472、越南西贡、海防等地。6月27日，李明瑞所部入南宁。新桂系势力失败，蒋委任李明瑞、俞作柏、杨腾辉主政广西。蒋桂战争結束:472，以蒋中正方面全胜而告终。

## 结果及影响
历时3个月的蒋桂战争以蒋中正胜利而告终。新桂系自宁汉战争和“二次北伐”以来势力不断扩张，至此受到严重打击，丢失全部地盘，包括大本营广西。所有军事实力基本损失殆尽。6月，新桂系三大首领李宗仁、白崇禧、黄绍竑被迫避居香港:472。此战蒋中正彻底削弱新桂系，尽管李白黄三人在短短半年后重新执掌广西。但新桂系之政治影响力已不可同日而语。
新桂系失败，使得冯玉祥、阎锡山两派与蒋中正矛盾加剧，造成随后各派联合反蒋的中原大戰。
李明瑞、俞作柏、杨腾辉三人主政广西后，因政治面貌左倾，并引入共产党邓小平等在广西活动。于是仅3个月后，蒋中正即出兵广西，驱逐李，俞等人，广西政局陷入混乱，李明瑞等其后与邓小平等共产党在广西建立共产党根据地。以杨腾辉、周祖晃、尹承纲为首桂军军官後則重新追随李宗仁。

## 相关人物
- 蒋中正、李宗仁、白崇禧、黄绍竑
- 胡宗铎
- 夏威、廖磊、叶琪
- 何键、唐生智、鲁涤平
- 李明瑞、俞作柏、杨腾辉